# Ерл Томсон
Ерл Джон Томсон (англ. Earl John Thomson; нар. 15 лютого 1895 — пом. 19 травня 1971) — канадський легкоатлет, який спеціалізувався в бігу з бар'єрами.

## Із життєпису
Народився в Канаді, переїхав з сім'єю до США, коли йому було 8 років.
Олімпійський чемпіон з бігу на 110 метрів з бар'єрами (1920). Перемогою на Іграх в Антверпені перервав гегемонію американських бар'єристів у цій дисципліні на Олімпіадах, що тривала з 1896.
Неодноразовий чемпіон США (упродовж 1918-1922) з бар'єрного бігу на 120 та 220 ярдів.
Ексрекордсмен світу з бар'єрного бігу на 110 метрів та 120 ярдів.
Служив у Повітряних силах Канади під час Першої світової війни.
По завершенні спортивної кар'єри (1922) тривалий час працював тренером, упродовж 36 років тренував легкоатлетичну команду Військово-морської академії США.
У 1955 був введений до Спортивної зали слави Канади.

## Основні міжнародні виступи
| Рік  | Змагання         | Місто     | Місце | Дисципліна | Примітки         |
| ---- | ---------------- | --------- | ----- | ---------- | ---------------- |
| 1920 | Олімпійські ігри | Антверпен | 1     | 110 м з/б  | Відео на YouTube |